# Beastie Boys
Beastie Boys (транскр.  Бисти бојс) била је америчка хип хоп група основана у Њујорку 1979. године. Најпознатију поставу групе су чинили Мајк Ди, Адам Јаук и Ад-Рок. Највећи хитови су им „(You Gotta) Fight for Your Right (To Party!)”, „Sabotage”, „Intergalactic” и „Ch-Check It Out”.
Продали су 26 милиона албума у САД и више од 50 милиона укупно чиме су постали најпродаванија Билбордова хип хоп група још од његовог оснивања 1991. године. Чак седам албума групе је добило платинасти сертификат. На тај начин су постали једна од најдуговечнијих хип хоп група. Године 2012. примљени су у Дворану славних рокенрола, а исте године Адам Јаук је преминуо од последица рака. Године 2014, Мајк Ди је изјавио да чланови групе Beastie Boys више неће сарађивати.
Више пута су номиновани за награду Греми у разним категоријама, а три пута су је и освојили.

## Дискографија
Студијски албуми
- Licensed to Ill (1986)
- Paul's Boutique (1989)
- Check Your Head (1992)
- Ill Communication (1994)
- Hello Nasty (1998)
- To the 5 Boroughs (2004)
- The Mix-Up (2007)
- Hot Sauce Committee Part Two (2011)